# Stowarzyszenie na rzecz osób LGBT Tolerado
Stowarzyszenie na rzecz osób LGBT „Tolerado” – organizacja pozarządowa działająca na rzecz praw osób LGBT, założona w 2012 roku ze struktur trójmiejskiego oddziału Kampanii Przeciw Homofobii.
Stowarzyszenie działa na rzecz rozwoju edukacji antydyskryminacyjnej oraz organizuje wydarzenia integrujące społeczność LGBT, w tym Trójmiejskie Dni Równości oraz Trójmiejski Marsz Równości w Gdańsku (od 2015).

## Program
Główne działania organizacji ukierunkowane są na:
- Przeciwdziałanie dyskryminacji;
- służenie pomocą psychologiczną i prawną, organizacja grup wsparcia dla osób dyskryminowanych[1];
- rozwój edukacji antydyskryminacyjnej[1], w tym prowadzenie warsztatów antydyskryminacyjnych;
- organizacja queerowych wydarzeń kulturalnych, happeningów i festiwali;
- prowadzenie regularnych spotkań członków/członkiń oraz sympatyków[2]

Głównym zadaniem stowarzyszenia jest organizacja Dni Równości, których zwieńczeniem jest Marsz Równości jak i również organizacja Festiwalu Tęczowych Rodzin.

## Działalność

### Festiwal Tęczowych Rodzin
Od lat stowarzyszenie prowadzi wydarzenia tworzące przestrzeń dla tęczowych rodzin z całej Polski i próbujące odpowiedzieć na potrzeby rodzin par jednopłciowych. Co roku organizowane są warsztaty, zajęcia dla dzieci i dyskusje.

#### Kampania Jesteśmy rodziną. Podaj dalej!
W 2015 roku stowarzyszenie Tolerado zorganizowało pierwszą kampanię społeczną w Polsce na rzecz osób LGBT wychowujących dzieci tzw. tęczowych rodzin. Kampania zatytułowana Jesteśmy rodziną. Podaj dalej!, mająca na celu pokazanie tęczowych rodzin w Polsce i przybliżenie ich większej części społeczeństwa została zorganizowana w ramach projektu w ramach projektu „Tęczowe rodziny – pełne sił i blasku”. Głównym kanałem przekazu były portale internetowe oraz media społecznościowe. W ramach akcji powstała piosenka i wideoklip pokazujący historię pary kobiet z Trójmiasta, które zdecydowały się założyć rodzinę Stowarzyszenie Tolerado stworzyło też pierwszą polską stronę internetową poświęconą rodzinom par jednopłciowych teczowerodziny.org. Zorganizowano także spotkania dedykowane tęczowym rodzinom w ramach których mogły one wymieniać się doświadczeniami. Kampania gdańskiego stowarzyszenia była inspiracją dla stworzenia podobnych inicjatyw w Poznaniu.  

### Dni Równości
Od 2015 roku stowarzyszenie organizuje cykl spotkań, projekcji filmów i dyskusji mającej na celu przybliżenie osób LGBTQ pod nazwą Trójmiejskie Dni Równości.

#### Trójmiejskie Dni Równości 2015
Pierwsza edycja składała się z cyklu wydarzeń od 21 maja 2015 do 30 maja 2015. Zostało zorganizowanych łącznie 12 wydarzeń różnego typu, w tym debata, pokazy filmów, żywa biblioteka oraz marsz zorganizowany na Targu Węglowym.

#### Trójmiejskie Dni Równości 2016
Druga edycja odbywała się w dniach od 14 maja do 24 maja i tak jak w poprzednim roku składała się z cyklu wydarzeń, których zwieńczeniem był Marsz Równości. W ramach tych dni została zorganizowana żywa biblioteka, spacer historyczny po Gdańsku pokazujący miejsca związane z historią osób nieheteronormatywnych, pokaz filmu Dumni i wściekli, debaty oraz wernisaż wystawy Magdaleny Czajkowskiej Były, są i będą. Po marszu odbyła się debata w Europejskim Centrum Solidarności pod tytułem Jakie korzyści przynosi polityka otwartości i równości? Doświadczenie europejskie i polskie.

#### Trójmiejskie Dni Równości 2017
W dniach 20 maja do 28 maja odbyła się trzecia edycja Trójmiejskich Dni Równości. Wydarzenie zbiegło się z organizowanym w tym czasie Zjazdem Euroforum Chrześcijańskich Grup LGBT. Jednym z wydarzeń było spotkanie autorskie z byłym wysokim watykańskim urzędnikiem Krzysztofem Charamsą, który brał też udział w Marszu Równości, spektakl reżyserowany przez Izabelę Morską. W Europejskim Centrum Solidarności został zorganizowany pokaz filmu dokumentalnego Ciągle wierzę w reż. Magdaleny Mosiewicz o Ewie Hołuszko wraz z dyskusją razem z bohaterką filmu, a w gdańskiej świetlicy Krytyki Politycznej odbyła się prezentacja filmu L.poetki wraz z dyskusją na temat poezji lesbijskiej prowadzoną przez Ewę Graczyk, członkinię Tolerado. 

#### Trójmiejskie Dni Równości 2018
Wydarzenia w ramach Trójmiejskich Dni Równości 2018 miały miejsce w dniach od 12 maja do 27 maja. Głównymi elementami były pokazy filmów, wykłady, spacer po Gdańsku, występ chóru w Instytucie Kultury Miejskiej oraz zwieńczający cykl wydarzeń marsz równości, w którym wzięło udział około 7000 osób.

#### Trójmiejskie Dni Równości 2019
Piąta edycja Trójmiejskich Dni Równości rozpoczęła się 10 maja, a zakończyła się 27 maja 2019 r. W ramach festiwalu zorganizowano pokazy, projekcje filmów, koncert chóru Krakofonia, grę miejską, spływ kajakowy, spotkania i debaty na tematy związane ze społecznością osób LGBT.

### Trójmiejski Marsz Równości
Od 2015 roku stowarzyszenie organizuje coroczny marsz, który jest zwieńczeniem Trójmiejskich Dni Równości. Do tej pory odbyło się pięć edycji marszu, gdzie z roku na rok liczba manifestantów jest coraz większa.
Co roku na marsz są zapraszani politycy, przedstawiciele rządów i pracownicy dyplomatyczni, w 2015 uczestniczył w nim m.in. Robert Biedroń, Wanda Nowicka oraz Anna Grodzka. W 2017 po raz pierwszy w marszu wziął udział prezydent miasta Gdańska Paweł Adamowicz.

### Kampania „Przekażmy sobie znak pokoju”
Stowarzyszenie Tolerado było współorganizatorem projektu „Przekażmy sobie znak pokoju”, pierwszej kampanii społecznej środowisk LGBT+, w którą włączyły się zaproszone przez organizatorów organizacje katolickie i przedstawiciele tych środowisk. W ramach kampanii, w październiku 2016 r., w 10 miastach na terenie Polski pojawiły się promujące ją bilbordy oraz wyemitowane zostały spoty, w których wzięli udział publicyści z katolickich pism, m.in. Dominika Kozłowska („Znak”), Katarzyna Jabłońska i Cezary Gawryś („Więź”), Maciej Onyszkiewicz („Kontakt”), a także Zuzanna Radzik. Kampania została skrytykowana w komunikacie wydanym przez Prezydium Konferencji Episkopatu Polski.

### Współpraca z miejską Radą ds. Równego Traktowania
Anna Strzałkowska jako przedstawicielka stowarzyszenia Tolerado została wiceprzewodniczącą powołanej w 2015 r. przez prezydenta Gdańska Pawła Adamowicza pierwszej w Polsce miejskiej Gdańskiej Rady ds. Równego Traktowania.